# TEAC
Teac er en Hi-fi producent, som producerer bl.a. båndoptagere og CD-afspillere. Teacs produktserie for professionelt lydudstyr hedder TASCAM.